# Ходзеж
Хо́дзеж (пол. Chodzież) — місто в північно-західній Польщі. Туристично-відпочинковий центр.

## Демографія
Демографічна структура станом на 31 березня 2011 року:
|          | Загалом | Допрацездатний вік | Працездатний вік | Постпрацездатний вік |
| -------- | ------- | ------------------ | ---------------- | -------------------- |
| Чоловіки | 9358    | 1785               | 6624             | 949                  |
| Жінки    | 10357   | 1731               | 6103             | 2523                 |
| Разом    | 19715   | 3516               | 12727            | 3472                 |